# Selen Öztürk
Selen Öztürk (* 23. Juli 1980 in Izmir) ist eine türkische Schauspielerin und Synchronsprecherin.

## Leben und Karriere
Öztürk wurde am 23. Juli 1980 in Izmir geboren. Ihre Mutter stammt aus einer türkischen Minderheit in Zypern und ihr Vater kommt aus Uşak. 2004 absolvierte sie die Hacettepe-Universität. Nach ihrem Studium zog sie nach Istanbul, um ihre Karriere als Schauspielerin fortzusetzen.
Öztürk spielte in zahlreichen Filmen und Serien wie Muhteşem Yüzyıl und Payitaht Abdülhamid. Außerdem ist sie seit 1994 als Synchronsprecherin tätig. Sie sprach die türkische Synchronfassung der Filme Die unerträgliche Leichtigkeit des Seins, Léon – Der Profi, Layer Cake und Sin City.

## Filmografie
Filme
- 2002: Aşkları Ege'de Kaldı
- 2007: Kukla
- 2009: Sonsuz
- 2014: Çilek
- 2019: Çiçero
- 2019: Cep Herkülü: Naim Süleymanoğlu
- 2021: Kağıttan Hayatlar

Serien
- 2007: Kara Yılan
- 2008: Bir Varmış Bir Yokmuş
- 2011–2014: Muhteşem Yüzyıl
- 2014: Benim Adım Gültepe
- 2015: Serçe Sarayı
- 2015: Hatırla Gönül
- 2017–2019: Payitaht Abdülhamid
- 2019: Azize
- 2020: Atiye
- 2020: Çocukluk
- 2021: Misafir